# Đại Kỷ Nguyên
Đại Kỷ Nguyên (giản thể: 大纪元, phồn thể: 大紀元, tên tiếng Anh: The Epoch Times) là một tờ báo đa ngôn ngữ,  liên kết với Pháp Luân Công. Tờ báo có trụ sở chính tại Thành phố New York, Hoa Kỳ và là một phần của Tập đoàn Truyền thông Đại Kỷ Nguyên. Đây cũng là đơn vị điều hành Đài truyền hình Tân Đường Nhân. Đại Kỷ Nguyên có mặt tại 35 quốc gia nhưng bị chặn ở Trung Quốc đại lục.
Tờ báo này được một số học giả xem là một cơ quan ngôn luận cho Pháp Luân Công, kết nối và bày tỏ sự thông cảm đối với môn khí công này. Tuy vậy một phát ngôn viên của tờ báo nói rằng nó không phải là cơ quan ngôn luận của Pháp Luân Công. Tờ báo duy trì lập trường biên tập chung chống cộng sản, bao gồm cả sự phản đối rõ ràng đối với Đảng Cộng sản Trung Quốc.
Mặc dù tờ báo được biết đến với các chủ đề quan tâm chung tập trung vào tin tức về Trung Quốc và các vấn đề nhân quyền có liên quan, nó cũng được biết đến vì sự ủng hộ Tổng thống Mỹ Donald Trump và đưa tin về một số chính trị gia cực hữu ở châu Âu; một báo cáo năm 2019 cho thấy Đại Kỷ Nguyên là nhà tài trợ lớn thứ hai cho các quảng cáo ủng hộ cựu tổng thống Trump trên Facebook sau chiến dịch tranh cử. Các trang web tin tức mới và các kênh YouTube của tổ chức này đã truyền bá thuyết âm mưu như QAnon và tuyên truyền chống tiêm chủng. Tổ chức này thường xuyên quảng bá cho các nhóm liên kết của Pháp Luân Công, chẳng hạn như công ty biểu diễn nghệ thuật Thần Vận.

## Lịch sử
Đại Kỷ Nguyên được John Tang và nhóm học viên Pháp Luân Công người Mỹ gốc Hoa thành lập vào năm 2000 để phá vỡ sự kiểm soát thông tin bên trong Trung Quốc và sự thiếu hiểu biết ở bên ngoài về những sự kiện quan trọng như cuộc đàn áp Pháp Luân Công tại Trung Quốc, thực trạng xã hội, quyền lợi và sự tự do của người dân dưới sự cai trị của chính quyền nước này.
Tờ báo bắt đầu bằng tiếng Hoa ở New York, đồng thời vào tháng 8 năm 2004, phiên bản tiếng Anh của Đại Kỷ Nguyên ra mắt ở Thành phố New York cũng như Washington, D.C., Los Angeles và San Francisco, và các thành phố khác  Tờ báo đã liên kết dịch vụ truyền thông bao gồm Đài truyền hình Tân Đường Nhân và Đài Phát thanh Hy Vọng.
Đại Kỷ Nguyên thường kết nối với nhóm Pháp Luân Công. Một báo cáo vào năm 2006 bởi Nghiên cứu Quốc hội Mỹ đã liệt kê tờ báo là nguồn phương tiện truyền thông đưa tin đáng tin cậy về Pháp Luân Công.
Vào năm 2000, có 10 phóng viên của Đại Kỷ Nguyên bị cầm tù ở Trung Quốc đại lục, nhưng những nhân viên báo Hoa Ngữ hiện tại vẫn đang làm việc tại Hồng Kông, bất chấp sự đe dọa và sức ép từ chính quyền nước này.

## Tài chính
Theo NBC News, "ít ai biết rõ công khai về quyền sở hữu, nguồn gốc hoặc ảnh hưởng chính xác của Đại Kỷ Nguyên" và nó được tổ chức lỏng lẻo thành một số tổ chức phi lợi nhuận miễn thuế khu vực, dưới sự bảo trợ của Epoch Media Group, cùng với Đài truyền hình Tân Đường Nhân.
Doanh thu của tờ báo đã tăng nhanh chóng trong những năm gần đây, từ 3,8 triệu đô la năm 2016 lên 8,1 triệu đô la năm 2017 (với mức chi là 7,2 triệu đô la) và 12,4 triệu đô la vào năm 2018. Các tài liệu thuế của Epoch Media Group chỉ ra rằng từ năm 2012 đến năm 2016, tập đoàn này đã nhận được 900.000 USD từ một hiệu trưởng tại Renaissance Technologies, một quỹ đầu cơ do nhà tài trợ chính trị bảo thủ Robert Mercer đứng đầu.

## Phân phối

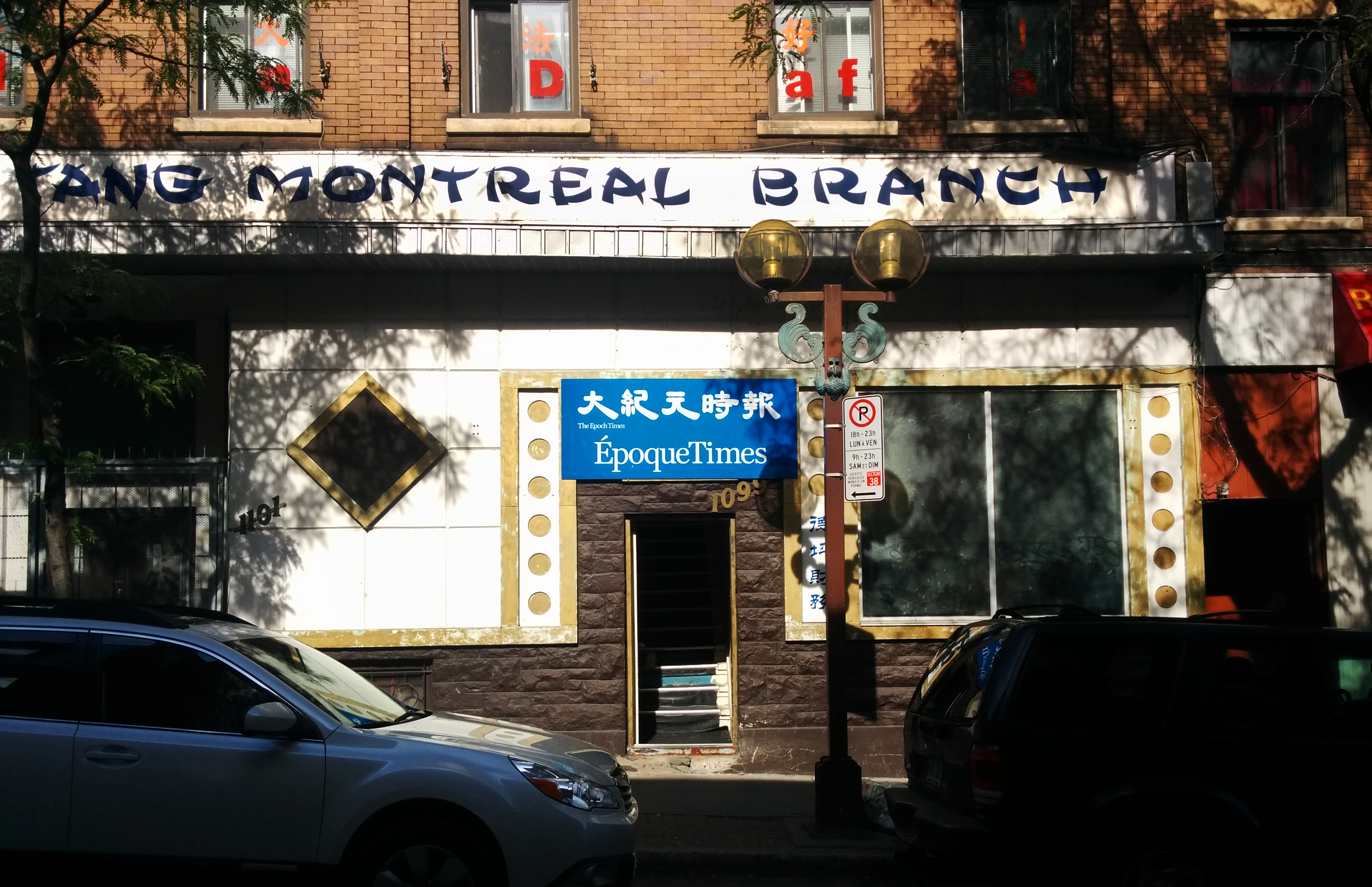
Văn phòng của ÉpoqueTimes tại Khu Phố Tàu của Montreal năm 2015

Epoch Times cho biết họ phát hành các trang web bằng 21 ngôn ngữ và 35 quốc gia, đồng thời có các ấn bản in bằng 8 thứ tiếng: Trung Quốc, Anh, Tây Ban Nha, Do Thái, Việt, Nhật, Hàn và Indonesia.
Vào tháng 4 năm 2019, các video và quảng cáo từ Epoch Media Group bao gồm Đại Kỷ Nguyên và Tân Đường Nhân (NTD) đã đạt tổng cộng 3 tỷ lượt xem trên Facebook, YouTube và Twitter, theo công ty phân tích Tubular.

## Kiểm duyệt
Trong một số trường hợp, Đại Kỷ Nguyên hoạt động trong một môi trường thù địch ở nước ngoài, trong đó "các công ty truyền thông Trung Quốc ở nước ngoài lựa chọn giữ độc lập hoặc xuất bản nội dung không được phê duyệt trở thành mục tiêu của một chiến dịch loại bỏ hoặc kiểm soát tích cực". Trong một ví dụ, các quan chức ngoại giao Trung Quốc đã đe dọa truyền thông vì đưa tin nội dung liên quan đến Pháp Luân Công; trong một số trường hợp khác, các nhà quảng cáo và nhà phân phối đã bị đe dọa để không ủng hộ Đại Kỷ Nguyên. Các nhà chức trách của Đảng Cộng sản đã bị cáo buộc sử dụng "các phương pháp quân sự" chống lại tờ báo và nhân viên của nó, bao gồm tấn công nhân viên và phá hủy thiết bị máy tính.
Theo báo cáo của tổ chức Phóng viên không biên giới, giám đốc kỹ thuật của Epoch, Li Yuan, đã bị tấn công và đánh đập tại nhà riêng ở Atlanta, Georgia vào ngày 8 tháng 2 năm 2006, bởi các nghi phạm là nhân viên chính phủ Trung Quốc và đã lấy đi hai máy tính xách tay của ông.
Tờ báo này đã bị cấm ở Malaysia một thời gian ngắn sau khi chịu áp lực của Đảng Cộng sản Trung Quốc.
Vào tháng 11 năm 2019, tổ chức Phóng viên không biên giới đã kêu gọi Đặc khu trưởng Hồng Kông Lâm Trịnh Nguyệt Nga bảo vệ quyền tự do báo chí sau khi Đại Kỷ Nguyên cho biết bốn kẻ đốt phá đeo mặt nạ mang dùi cui đã làm hỏng máy in của họ.
Một số quốc gia châu Âu như Áo, Đức, Lithuania, Moldova, Nga và România đã chặn truy cập vào báo này vì lý do đưa thông tin sai lệch về đại dịch.

## Lập trường biên tập
Lập trường biên tập của Đại Kỷ Nguyên thường được coi là chống cộng sản, đặc biệt là chống lại Đảng Cộng sản Trung Quốc.
Tờ báo chống lại những gì mà nó coi là tuyên truyền của Đảng Cộng sản Trung Quốc thông qua các ý kiến và bài báo riêng của mình. Tờ báo ủng hộ các nhóm phản đối Đảng Cộng sản Trung Quốc, bao gồm Pháp Luân Công, các nhà bất đồng chính kiến, các nhà hoạt động và những người ủng hộ chính phủ Tây Tạng lưu vong. Báo này cũng đưa tin về các tin tức liên quan đến Pháp Luân Công, bao gồm cả nỗ lực của nhóm nhằm kiện cựu lãnh đạo Trung Quốc Giang Trạch Dân bằng luật dân sự về tội diệt chủng, vốn không được hầu hết các tờ báo tiếng Trung Quốc khác đưa tin.
Năm 2005, tờ San Francisco Chronicle đưa tin rằng "ba phương tiện truyền thông bằng tiếng Trung Quốc mới ở Hoa Kỳ cung cấp báo cáo chỉ trích Đảng Cộng sản, sự đàn áp của chính phủ và tình trạng bất ổn xã hội ở Trung Quốc [Đại Kỷ Nguyên, Sound of Hope, và NTDTV] với các liên hệ với phong trào tinh thần Pháp Luân Công". Khi được phỏng vấn, các giám đốc điều hành tại mỗi tờ báo trên nói rằng họ không đại diện cho phong trào Pháp Luân Công nói chung.
Đại Kỷ Nguyên được biết đến với cáo buộc có những âm mưu liên quan đến cựu tổng bí thư Đảng Cộng sản Giang Trạch Dân. Dưới thời chính quyền của ông, Pháp Luân Công đã bị đàn áp ở Trung Quốc.
Tờ báo này mâu thuẫn với tờ báo tiếng Trung World Journal do Đài Loan sở hữu và có trụ sở tại Hoa Kỳ, cáo buộc nó là "cái loa của Đảng Cộng sản Trung Quốc xấu xa". 
Theo một báo cáo của NBC News, Đại Kỷ Nguyên "thường đứng ngoài chính trường Hoa Kỳ" trước năm 2016, "trừ khi họ hợp tác với các lợi ích của Trung Quốc". Ben Hurley, một cựu nhân viên của Epoch Times cho đến năm 2013, nói với NBC News rằng tờ báo này chỉ trích việc phá thai và LGBT, và rằng các học viên Pháp Luân Công "nhìn thấy chủ nghĩa cộng sản ở khắp mọi nơi" kể cả những nhân vật theo chủ nghĩa quốc tế như Hillary Clinton và Kofi Annan, "nhưng còn nhiều hơn thế phòng cho những bất đồng trong những ngày đầu. " Kể từ năm 2016, theo NBC News, Đại Kỷ Nguyên đã quảng bá đưa tin thuận lợi về chiến dịch tranh cử và nhiệm kỳ tổng thống của Donald Trump, đồng thời nhấn mạnh các vấn đề như khủng bố Hồi giáo và nhập cư bất hợp pháp vào Hoa Kỳ. Nó cũng nhấn mạnh "những gì mà ấn phẩm tuyên bố là một âm mưu toàn cầu, mê cung do [Hillary] Clinton và cựu Tổng thống Barack Obama dẫn đầu nhằm hạ bệ Trump". Tổng biên tập Jasper Fakkert của Đại Kỷ Nguyên đã viết trong một bức thư gửi độc giả: "Chúng tôi thấy những nỗ lực của chính quyền Trump trong việc thay đổi các chính sách xã hội chủ nghĩa ở Mỹ, cũng như đặt ra các chính sách chống lại sự xâm nhập và lật đổ của Trung Quốc, cũng như sự đảo ngược đáng kể so với các chính sách trong quá khứ và những nỗ lực chân thành, nếu được thực hiện đầy đủ, sẽ mang lại lợi ích cho nước Mỹ và toàn thế giới".
Tại Pháp, Đại Kỷ Nguyên mang đến "sự hỗ trợ không bị ràng buộc cho Jean-Marie Le Pen, lãnh đạo cực hữu của Pháp và con gái của ông, Marine, người lãnh đạo đảng dân tộc chủ nghĩa mà cha cô thành lập", theo The New Republic.

## Quan hệ với Pháp Luân Công
Giám đốc Đại Kỷ Nguyên bản tiếng Anh, Stephen Gregory nói vào năm 2007: "Đây không phải là một tờ báo Pháp Luân Công. Pháp Luân Công là một câu hỏi đặt ra về niềm tin của một cá nhân. Báo này không thuộc về Pháp Luân Công, nó không phải là người phát ngôn cho Pháp Luân Công, nó không đại diện Pháp Luân Công. Nó chỉ viết về cuộc đàn áp Pháp Luân Công ở Trung Quốc". Phóng viên báo chí Nahal Toosi của Associated Press viết: nói rằng tổ chức Pháp Luân Công sở hữu thời báo Đại Kỷ Nguyên là "không chính xác về mặt kỹ thuật". Tuy nhiên, nhiều nhân viên Đại Kỷ Nguyên là các học viên Pháp Luân Công. Toosi lưu ý "nhiều nhà quan sát" đã nói rằng Pháp Luân Công sử dụng tờ báo như một phần của chiến dịch quan hệ công chúng.
Học giả người Canada Clement Tong viết rằng Đại Kỷ Nguyên "hoạt động như một cơ quan ngôn luận cho" Pháp Luân Công, mặc dù không có tuyên bố chính thức về sự liên kết của tờ báo với phong trào này.
Năm 2008, David Ownby, giám đốc Trung tâm Nghiên cứu Đông Á tại Đại học Montréal và tác giả của "Pháp Luân Công và tương lai của Trung Quốc", cho biết tờ báo được các học viên Pháp Luân Công thành lập bằng tiền riêng của họ. Ông mô tả thời báo Đại Kỷ Nguyên mong muốn được coi trọng như một tờ báo toàn cầu thay vì được đánh giá dựa trên mối liên hệ chặt chẽ của nó với Pháp Luân Công. Ownby viết: "Đại Kỷ Nguyên là một tờ báo có nhiệm vụ báo cáo các vấn đề về quyền con người trên khắp thế giới, cho phép tập trung đáng kể vào Trung Quốc và Pháp Luân Công".
Năm 2009,ông Lý Hồng Chí, người sáng lập Pháp Luân Công, đã xuất hiện tại trụ sở của tờ báo ở Manhattan và kêu gọi mở rộng Đại Kỷ Nguyên để "trở thành phương tiện truyền thông đại chúng". Ông Lý đã gọi Đại Kỷ Nguyên là "phương tiện truyền thông của chúng ta", cùng với công ty sản xuất kỹ thuật số NTD và đoàn múa Thần Vận.
Các cựu nhân viên của Đại Kỷ Nguyên đã ghi nhận sự tham gia của các học viên Pháp Luân Công trong quá trình quản lý và biên tập. Ba cựu nhân viên giấu tên cho biết các công nhân của Epoch Times được khuyến khích tham gia các buổi "học Pháp" hàng tuần ngoài giờ làm việc để học các bài giảng của Ông Lý.
Đại Kỷ Nguyên thường xuyên đăng những câu chuyện quảng cáo về đoàn múa Thần Vận có liên hệ với Pháp Luân Công. Bài đánh giá của tờ New Yorker về Thần Vận gọi Đại Kỷ Nguyên là "nhà cung cấp nội dung về Thần Vận hàng đầu thế giới".
Vào năm 2019, một báo cáo điều tra của NBC News cho rằng việc đưa tin chính trị của Đại Kỷ Nguyên có thể bị ảnh hưởng bởi việc các tín đồ Pháp Luân Công dự đoán về một ngày phán xét với việc những người cộng sản bị đày xuống địa ngục. Các cựu nhân viên của Epoch Times nói với NBC News rằng Tổng thống Donald Trump được coi là một đồng minh chống cộng chủ chốt, được cho là đã đẩy nhanh ngày phán xét đó.

## Bài viết nổi bật

### Cửu Bình – chín bài viết về Đảng cộng sản
Kể từ tháng 11 năm 2004, phiên bản Trung Quốc của Thời báo Đại Kỷ Nguyên đã xuất bản và quảng bá một loạt các bài xã luận và một tập sách nhỏ mang tên "Cửu Bình về Đảng Cộng sản" (tiếng Trung phồn thể: 九 評 共產黨; tiếng Trung giản thể: 九 评 共产党). Bài viết này phê phán các chiến dịch chính trị bạo lực thường xuyên của Đảng Cộng sản Trung Quốc thông qua lịch sử của nó, từ khi nó lên nắm quyền dưới quyền Mao Trạch Đông đến hình thức hiện tại. Đảng Cộng sản Trung Quốc bị bài viết chỉ trích là một tổ chức bất hợp pháp sử dụng các chiến thuật không được phép để giành quyền lực. Bài viết còn cho rằng Đảng Cộng sản Trung Quốc đã "phá hủy văn hóa truyền thống Trung Hoa" và thương hiệu Đảng Cộng sản Trung Quốc là một "tà giáo". Theo Ownby, các bình luận này lên án trực tiếp chủ nghĩa cộng sản và tính hợp pháp của Đảng Cộng sản Trung Quốc trong việc cai trị Trung Quốc. Trong khi thừa nhận những "bạo lực không cần thiết" mà Đảng Cộng sản Trung Quốc đã gây ra, với tư cách là một sử gia chuyên nghiệp, Ownby cũng cho rằng "Cửu Bình" có sự thiếu cân bằng trong sắc thái ngôn ngữ và phong cách khi quá thiên lệch về sự chỉ trích, khiến cho bài bình luận này giống như "những bài phát biểu tuyên truyền chống cộng sản được viết ở Đài Loan trong những năm 1950". Cửu Bình đã giành được một giải thưởng báo chí ở Mỹ vào năm 2005.
Cửu Bình đã được dịch sang hơn 30 ngôn ngữ và được phát hành dưới dạng DVD. Cửu Bình đã được các báo chí và các nhà lãnh đạo nổi bật của cộng đồng người Trung Quốc ở nước ngoài ghi nhận, họ tuyên bố rằng nó đã tạo ra sự bùng nổ của một loạt người từ bỏ Đảng Cộng sản Trung Quốc và các tổ chức liên đới.

## Tranh cãi

### Quảng cáo cho Donald Trump, các thuyết âm mưu và đưa thông tin sai lệch
Đại Kỷ Nguyên đã ủng hộ thuyết âm mưu Spygate của Trump trong việc đưa tin và quảng cáo, và các video về Edge of Wonder của Epoch Media Group trên YouTube đã truyền bá thuyết âm mưu QAnon cực hữu, ủng hộ Trump.
Một báo cáo của NBC News cho thấy hai trong số những người dẫn chương trình của Edge of Wonder lần lượt từng là giám đốc sáng tạo và trưởng ban biên tập hình ảnh tại Đại Kỷ Nguyên. Tờ báo đã quảng cáo video Edge of Wonder trong hàng chục bài đăng trên Facebook cho đến hết năm 2019. Người dẫn chương trình The Edge of Wonder, theo The Daily Dot, "hoàn toàn đón nhận QAnon" mặc dù "hầu như không có gì QAnon báo trước đã thực sự diễn ra". 
Vào tháng 9 năm 2018, nhiếp ảnh gia Samira Bouaou của The Epoch Times đã phá vỡ quy trình của Nhà Trắng và đưa cho Trump một tập tài liệu trong một sự kiện chính thức.

### Quảng cáo bị Facebook cấm
Trong khoảng thời gian sáu tháng vào năm 2019, Đại Kỷ Nguyên đã chi hơn 1,5 triệu đô la cho khoảng 11.000 quảng cáo trên Facebook mà NBC News nói là "quảng cáo ủng hộ Trump". NBC cho biết số tiền chi nhiều hơn bất kỳ nhóm nào ngoại trừ chính chiến dịch tranh cử của Trump. Chi tiêu quảng cáo chính trị trên Facebook vào tháng 4 năm 2019 thông qua một tài khoản có tên "Mức độ phủ sóng của Tổng thống Trump của Đại Kỷ Nguyên" vượt quá chi tiêu của bất kỳ chính trị gia nào ngoại trừ Trump và đảng viên Dân chủ Joe Biden. Nhà báo Judd Legum đã viết vào tháng 5 năm 2019 rằng các quảng cáo của Đại Kỷ Nguyên đã "thúc đẩy Donald Trump và các thuyết âm mưu trôi nổi về Joe Biden". 
Vào tháng 8 năm 2019, Facebook cấm Đại Kỷ Nguyên quảng cáo trên nền tảng của mình sau khi phát hiện rằng tờ báo này đã phá vỡ các quy tắc minh bạch chính trị của Facebook bằng cách xuất bản các quảng cáo đăng ký ủng hộ Trump thông qua các trang sockpuppet như "Honest Paper" và "Pure American Journalism". Một đại diện của Facebook nói với NBC: "Trong năm qua, chúng tôi đã xóa các tài khoản được liên kết với Đại Kỷ Nguyên vì vi phạm chính sách quảng cáo, bao gồm cả việc cố gắng vượt qua các hệ thống đánh giá của chúng tôi".
Nhà xuất bản của Đại Kỷ Nguyên, Stephen Gregory, đã viết để đáp lại rằng tờ báo không có ý định vi phạm các quy tắc của Facebook. Ông viết, các quảng cáo video "là quảng cáo công khai của Thời báo Đại Kỷ Nguyên cho các đăng ký của chúng tôi," và "thảo luận về bài xã luận và nội dung nổi bật của Đại Kỷ Nguyên và khuyến khích mọi người đăng ký báo in của chúng tôi".
Khi Facebook cấm Đại Kỷ Nguyên quảng cáo, tờ báo đã chuyển việc chi tiêu của mình sang YouTube. The Epoch Times đã chi hơn 1 triệu đô la cho các quảng cáo trên YouTube, một số quảng bá các thuyết âm mưu, The New York Times đưa tin vào tháng 2 năm 2020.

### XóaBLkhỏi Facebook
Vào tháng 10 năm 2019, trang web kiểm tra thực tế Snopes đã báo cáo rằng Đại Kỷ Nguyên có liên kết chặt chẽ với một mạng lớn các trang và nhóm Facebook có tên là The BL (Vẻ đẹp của cuộc sống) chia sẻ quan điểm ủng hộ Trump và các thuyết âm mưu như QAnon. BL đã chi ít nhất 510.698 đô la cho quảng cáo trên Facebook. Hàng trăm quảng cáo đã bị xóa do vi phạm các quy tắc quảng cáo của Facebook. Theo Snopes, mạng BL của các trang có tổng cộng 28 triệu người theo dõi trên Facebook. Tổng biên tập của The BL gần đây đã làm tổng biên tập của The Epoch Times, và một số nhân viên BL khác được liệt kê là nhân viên hiện tại hoặc cũ của The Epoch Times. BL đã được đăng ký tại Middletown, New York, tới một địa chỉ cũng được đăng ký với Mạng phát thanh Âm thanh Hy vọng của Pháp Luân Công và được liên kết với sê-ri YouTube Beyond Science, nhưng Snopes nhận thấy "toàn bộ cửa hàng này thực sự là ngôn ngữ tiếng Anh ấn bản của Đại Kỷ Nguyên Việt Nam."  Snopes phát hiện ra rằng The BL sử dụng hơn 300 hồ sơ Facebook giả mạo có trụ sở tại Việt Nam và các quốc gia khác, sử dụng tên, ảnh cổ trang và ảnh người nổi tiếng trong hồ sơ của họ để mô phỏng người Mỹ nhằm quản lý hơn 150 nhóm Facebook ủng hộ Trump khuếch đại nội dung của nó.
Một đại diện giấu tên của The BL đã viết cho Snopes rằng "BL KHÔNG có mối liên hệ nào với The Epoch Times" và "một số nhân viên của chúng tôi có kinh nghiệm làm việc… làm việc trong The Epoch Times, nhưng hiện tại họ đang làm việc toàn thời gian trong The BL". Nhà xuất bản của Epoch Times, Stephen Gregory, cho biết "Epoch Times không liên kết với BL". 
Vào tháng 12 năm 2019, Facebook thông báo họ đã xóa một mạng lưới lớn các tài khoản, trang và nhóm liên kết với The BL và Epoch Media Group vì hành vi phối hợp không xác thực thay mặt cho một đối tác nước ngoài. Mạng này có 55 triệu người theo dõi trên Facebook và Instagram, và 9,5 triệu đô la đã được chi cho quảng cáo Facebook thông qua các tài khoản của nó.
Vào ngày 20 tháng 12 năm 2019, The New York Times đưa tin, trong "Những người phát hiện ra Facebook giả tạo cho thấy sự tiến hóa của thông tin sai lệch", rằng Facebook đã xóa "hàng trăm tài khoản có quan hệ với Epoch Media Group, công ty mẹ của ấn phẩm liên quan đến Pháp Luân Công và hãng tin bảo thủ The Epoch Times" sử dụng ảnh hồ sơ giả được tạo bằng trí tuệ nhân tạo. Giám đốc Phòng nghiên cứu pháp y kỹ thuật số Hội đồng Đại Tây Dương (DFRLab), Graham Brookie, tuyên bố rằng mạng lưới tài khoản giả mạo được điều phối cho thấy "một tương lai kỳ lạ, được kích hoạt bởi công nghệ của thông tin sai lệch". Người đứng đầu bộ phận chính sách bảo mật của Facebook, Nathaniel Gleicher, cho biết, "Điểm mới ở đây là đây có mục đích là một công ty truyền thông có trụ sở tại Hoa Kỳ lợi dụng các diễn viên nước ngoài đóng giả người Mỹ để thúc đẩy nội dung chính trị. Chúng tôi đã thấy nó rất nhiều với các đối tác nhà nước trong quá khứ".

### Thông tin sai lệch về COVID-19
Đại Kỷ Nguyên được xác định là đã phát tán thông tin sai lệch liên quan đến đại dịch COVID-19 trên báo in và qua các phương tiện truyền thông xã hội bao gồm Facebook và YouTube. Nó đã thúc đẩy các luận điệu chống Trung Quốc và các thuyết âm mưu xung quanh sự bùng phát của coronavirus, chẳng hạn như thông qua một ấn bản đặc biệt dài 8 trang có tên "Đảng Cộng sản Trung Quốc nguy cấp thế giới như thế nào", được phát hành không mong muốn vào tháng 4 năm 2020 cho khách hàng ở các khu vực của Hoa Kỳ, Canada và Úc. Trên tờ báo, virus SARS-CoV-2 được gọi là "virus ĐCSTQ ", và một bài bình luận trên tờ báo đã đặt ra câu hỏi, "vụ bùng phát coronavirus mới ở Vũ Hán có phải là một tai nạn xảy ra do vũ khí hóa virus tại đó không [Wuhan P4 virology] phòng thí nghiệm? "  Ban biên tập của tờ báo cũng tuyên bố rằng bệnh nhân COVID-19 có thể được chữa khỏi bằng cách "lên án ĐCSTQ". 
Người theo dõi thông tin sai lệch NewsGuard đã gọi trang Đại Kỷ Nguyên của Pháp là một trong những "siêu phát tán" thông tin sai lệch về COVID-19 trên Facebook, trích dẫn một bài báo của Đại Kỷ Nguyên cho rằng virus này được tạo ra một cách nhân tạo.
Một câu chuyện trên tờ The Epoch Times vào ngày 17 tháng 2 năm 2020, đã chia sẻ một bản đồ từ internet bị cáo buộc sai sự thật về lượng khí sulfur dioxide thải ra từ các lò thiêu trong đại dịch COVID-19 ở Trung Quốc, suy đoán rằng 14.000 thi thể có thể đã bị thiêu rụi. Một kiểm tra thực tế của AFP đã báo cáo rằng bản đồ là một dự báo của NASA được đưa ra ngoài ngữ cảnh.
Một video được xem rộng rãi do Đại Kỷ Nguyên phát hành vào ngày 7 tháng 4 năm 2020, đã bị Facebook gắn cờ là "sai một phần" vì "giả thuyết không được ủng hộ rằng SARS-CoV-2 là một loại vi-rút sinh học được phát hành từ một phòng thí nghiệm nghiên cứu ở Vũ Hán". Video có sự tham gia của Judy Mikovits, một nhà hoạt động chống tiêm chủng. Người kiểm tra thực tế Health Feedback nói về video rằng "một số tuyên bố khoa học cốt lõi của video là sai và sự thật của nó, ngay cả khi chính xác, thường được trình bày theo cách gây hiểu lầm". 

### XóaTruthMediakhỏi Facebook
Vào ngày 6 tháng 8 năm 2020, Facebook đã xóa hàng trăm tài khoản giả mạo của một công ty kỹ thuật số có tên TruthMedia quảng bá nội dung của Đại Kỷ Nguyên và NTD cũng như các thuyết âm mưu ủng hộ Trump về COVID-19 và các cuộc biểu tình ở Hoa Kỳ.  Hoạt động này bao gồm 303 tài khoản Facebook, 181 trang, 44 nhóm Facebook và 31 tài khoản Instagram, tổng cộng có hơn 2 triệu người theo dõi. Snopes và NBC News đưa tin rằng TruthMedia có quan hệ với Epoch Media Group, nhưng Stephen Gregory, nhà xuất bản của The Epoch Times, phủ nhận điều này.
TruthMedia, hiện đã bị Facebook cấm, vẫn tiếp tục hoạt động các kênh YouTube bằng tiếng Trung, tiếng Anh, tiếng Nhật và tiếng Việt, đồng thời có tài khoản trên Pinterest và Twitter. Dường như họ đã bắt đầu một bản kiến nghị lên Nhà Trắng để "bắt đầu gọi loại coronavirus mới là virus của ĐCSTQ".

## Đánh giá
Trong cuốn sách xuất bản năm 2008, David Ownby nói rằng các bài báo của Đại Kỷ Nguyên "được viết hay và thú vị, thỉnh thoảng có phong cách viết bài riêng biệt". Theo Ownby, tờ báo đã được ca ngợi và cũng bị chỉ trích vì một sự thiên vị về nhận thức khi chống lại Đảng Cộng sản Trung Quốc và hỗ trợ các học viên Pháp Luân Công và những người bất đồng chính kiến khác như người Tây Tạng ly khai, những người ủng hộ độc lập Đài Loan, các nhà hoạt động dân chủ, người Duy Ngô Nhĩ và những người khác. Do đó, tờ báo này thường được đánh giá dựa trên kết nối của nó với phong trào Pháp Luân Công, thay vì phân tích kỹ lưỡng nội dung biên tập của tờ báo.
Jiao Guobiao, cựu giáo sư báo chí Đại học Bắc Kinh, người đã bị cách chức sau khi chỉ trích Ban Tuyên giáo, đề xuất rằng ngay cả khi Thời báo Đại Kỷ Nguyên chỉ đăng thông tin tiêu cực chỉ trích ĐCSTQ, sức nặng của các cuộc chỉ trích chưa bao giờ có thể đối trọng với tuyên truyền tích cực của ĐCSTQ tự quảng bá cho chính mình. Khi giải quyết vấn đề cân bằng truyền thông, Jiao lưu ý rằng công chúng Trung Quốc thiếu thông tin tiêu cực, chỉ trích về đất nước của họ. Do đó, ông lưu ý tính cần thiết của sự cân bằng phương tiện truyền thông dựa trên các nguyên tắc tự do, bình đẳng và hợp pháp, và sự cân bằng phương tiện truyền thông đó "là kết quả của sự mất cân bằng tập thể của tất cả". 
James Bettinger, giáo sư Truyền thông tại Đại học Stanford và giám đốc Học bổng Báo chí của Hiệp hội John S. Knight, nói "Ngay cả khi Đại Kỷ Nguyên không liên quan đến Pháp Luân Công, nếu họ luôn viết về Pháp Luân Công theo cùng một quan điểm, hoặc nếu không có bài báo nào đánh giá khách quan Pháp Luân Công, mọi người sẽ coi báo này là không đáng tin cậy". Orville Schell, Hiệu trưởng Trường Báo chí UC Berkeley, cho biết vào năm 2005 rằng "Thật khó để chứng minh chất lượng của báo này bởi vì rất khó để chứng thực, nhưng nó cũng không phải là một dạng báo tuyên truyền thuần túy".
Ming Xia, giáo sư khoa học chính trị tại Trung tâm Sau đại học tại Đại học Thành phố New York, đã viết vào năm 2007 rằng Đại Kỷ Nguyên đại diện cho một phần nỗ lực của Pháp Luân Công nhằm mở rộng cho những người không phải học viên, và "là một phần của chiến lược Pháp Luân Công để tự hòa mình vào xã hội dân sự rộng lớn để có ảnh hưởng và tính hợp pháp". Năm 2018, ông mô tả các nhân viên của The Epoch Times phần lớn là bán thời gian và tình nguyện, và họ "không tuân theo các giao thức mà các nhà báo chuyên nghiệp tuân thủ".
Đại Kỷ Nguyên đã bị một số học giả chỉ trích vì những thành kiến, đặc biệt là liên quan đến Đảng Cộng sản Trung Quốc và các vấn đề Trung Quốc đại lục, cũng như là "cơ quan ngôn luận" của phong trào Pháp Luân Công. James To, một nhà khoa học chính trị người New Zealand, đã mô tả Đại Kỷ Nguyên là "cơ quan ngôn luận chính" của Pháp Luân Công, viết rằng nó "thiếu uy tín", mặc dù tờ báo đưa ra "mối đe dọa khả thi đối với ĐCSTQ" bằng cách đăng các bài báo về tiêu cực của đảng các khía cạnh. Trong cuốn sách Bị chặn trên Weibo: Điều gì bị đàn áp trên phiên bản Twitter và lý do tại sao của Trung Quốc, nhà nghiên cứu Jason Q. Ng của Đại học Toronto gọi bài báo đưa tin về các vấn đề Trung Quốc đại lục là "có thành kiến nặng nề đối với Đảng Cộng sản" và do đó phóng sự của nó "nên được nhìn nhận một cách hoài nghi".
Một báo cáo năm 2018 của tổ chức tư tưởng bảo thủ, Viện Hoover gọi Đại Kỷ Nguyên là một trong số ít các phương tiện truyền thông độc lập bằng tiếng Trung ở Hoa Kỳ không được các doanh nhân có thiện cảm với chính phủ Trung Quốc tiếp quản. Báo cáo nói rằng các báo cáo về Trung Quốc của Đại Kỷ Nguyên và các báo khác có liên quan đến Pháp Luân Công, vốn bị cấm ở Trung Quốc, là "không cân đối".
Vào năm 2010, The Epoch Times đã bảo vệ thành công báo cáo của mình trong hệ thống tòa án Canada, khi một nhà xuất bản mà nó đã đưa tin, Crescent Chau của Les Presses Chinoises, đã kiện nó về tội phỉ báng và thua kiện tại Tòa án Thượng thẩm Quebec. Khi xem xét vụ việc, John Gordon Miller, một nhà báo và giáo sư truyền thông người Canada, lưu ý rằng các bài báo được đề cập "dường như được đưa tin kỹ lưỡng và chuyên nghiệp". 
Seth Hettna viết trên tờ The New Republic rằng Đại Kỷ Nguyên "đã xây dựng một bộ máy tuyên truyền toàn cầu, tương tự như Sputnik hay RT của Nga, thúc đẩy sự kết hợp của các sự kiện thay thế và các thuyết âm mưu đã giúp nó trở nên cực hữu trên toàn thế giới". Hayes Brown của BuzzFeed News gọi Đại Kỷ Nguyên là "một trong những người bảo vệ trung thành nhất cho nhiệm kỳ tổng thống của Donald Trump". Joan Donovan của Trung tâm Shorenstein về Truyền thông, Chính trị và Chính sách Công tại Đại học Harvard đã gọi Đại Kỷ Nguyên là "một tổ chức làm sai lệch thông tin".  Đại diện Hoa Kỳ Paul Gosar, Đảng Cộng hòa của Arizona, gọi Đại Kỷ Nguyên là "tờ báo yêu thích của chúng tôi".
Bài báo cũng được một số nhà bình luận chính trị và chuyên gia truyền thông ca ngợi. Ethan Gutmann của Tổ chức Bảo vệ các nền dân chủ, một tổ chức tư tưởng tân bảo thủ, đã mô tả Đại Kỷ Nguyên như một nhà lãnh đạo trong phân tích chính trị về chế độ Trung Quốc, viết: "Với loạt bài "Chế độ Trung Quốc trong khủng hoảng", Đại Kỷ Nguyên cuối cùng và không thể chối cãi đã đi tới đích. Bất kỳ chuyên gia Trung Quốc nào muốn giữ thể diện bằng cách giả vờ tờ báo không tồn tại đều có thể tiếp tục làm như vậy – dù sao đi nữa – nhưng tốt hơn là họ nên đọc nó một cách bí mật". 
Cựu tổng biên tập kiêm học giả Lian Yi-zheng của Tạp chí Kinh tế Hồng Kông lập luận rằng trong khi các mối liên hệ của Đại Kỷ Nguyên với Pháp Luân Công và tuyên bố mổ cướp nội tạng của nó đang gây tranh cãi, thì bài báo này thường đúng khi phân tích về các trò chơi quyền lực ở Bắc Kinh, và nó thường xuyên bị rò rỉ ở cấp độ cao từ những người cung cấp thông tin bên trong Trung Quốc đại lục.
Haifeng Huang, một giáo sư khoa học chính trị, nói, "Tôi không rõ chính xác tại sao Đại Kỷ Nguyên lại trở thành một bên có tiếng nói ủng hộ Trump lớn như vậy" nhưng "một phần có lẽ là do họ coi Tổng thống Trump là người cứng rắn với chính phủ Trung Quốc và do đó là một đồng minh tự nhiên của họ".
Một báo cáo của Viện Đối thoại Chiến lược, một tổ chức tư vấn có trụ sở tại London, cho biết ấn bản Đại Kỷ Nguyên ở Đức "chủ yếu chạy nội dung chống phương Tây, chống Mỹ và ủng hộ Điện Kremlin – một tỷ lệ cao nội dung này dựa trên nội dung chưa được xác minh".
Vào tháng 12 năm 2019, Wikipedia tiếng Anh bỏ phiên bản trực tuyến tiếng Anh và tiếng Trung của Đại Kỷ Nguyên với lý do "nguồn không đáng tin cậy" để sử dụng làm tài liệu tham khảo trong Wikipedia. Ấn phẩm được mô tả là "một nhóm vận động cho Pháp Luân Công, và... một nguồn thành kiến hoặc có quan điểm thường xuyên xuất bản các thuyết âm mưu".